# Gigitum
Gigitum – babilońska księżniczka, córka Nergal-szarra-usura (560–556 p.n.e.), siostra Labaszi-Marduka (556 p.n.e.). Ojciec wydał ją za mąż za Nabu-szum-iszkuna, głównego zarządcę (akad. šatammu) E-zidy, świątyni boga Nabu w Borsippie.